# Тилес (Болцано)
Тилес је насеље у Италији у округу Болцано, региону Трентино-Јужни Тирол.
Према процени из 2011. у насељу је живело 160 становника. Насеље се налази на надморској висини од 888 м.